# Drunella cornutella
Drunella cornutella är en dagsländeart som först beskrevs av Mcdunnough 1931.  Drunella cornutella ingår i släktet Drunella och familjen mossdagsländor. Inga underarter finns listade i Catalogue of Life.